# 한글 1.0
한글 1.0은 한글과컴퓨터에서 개발한 워드프로세서 한/글의 첫 번째 상용 버전이다. 1989년 서울대학교 컴퓨터연구회에서 만난 이찬진과 김형집, 우원식, 그리고 김택진까지 네 명의 사람이 의기투합해 만들어졌다. 한글 1.0은 5.25인치 2D 플로피 디스크 3장의 용량의 패키지로 만들어져, 대한민국 워드프로세서 프로그램 역사의 한 획을 그었다고 평가된다. 이런 점을 인정받아 국가등록문화재에 한글 1.0 패키지라는 명칭으로 등재되었으나, 실제로는 한글 1.20의 패키지라는 것이 밝혀져 등록 해제되는 소동도 있었다.

## 개요
한글 1.0은 1989년 4월 24일 출시되었다. 360킬로바이트의 플로피 디스크 두 장의 용량으로 만들어진 한글 1.0은 세운상가의 소규모 유통업체 러브리컴퓨터를 통해 4만 7천 원의 가격으로 출시되었다.
1.0 판의 기능으로는 화면에 나온 모습 그대로 출력할 수 있는 위지위그 편집 기능이 있었고, 8가지 한글/로마자 비트맵 글꼴 역시 지원했다. 아울러 180 DPI 도트 매트릭스 프린터로 인쇄 역시 가능했고, 특수 문자 입력 및 선 그리기 기능 역시 포함하고 있었다. 아울러 당대 8비트 워드프로세서 중에서는 한글카드나 PC 기종에 따라 사용 제한이 걸린 경우도 있었으나, 한글 1.0은 그러한 제한에 구애받지 않고 사용할 수 있었다. 
특히 컴퓨터 도입 초기였던 당대, 다른 오피스 프로그램에서는 지원하지 않았던 조합형을 채택하여 11,172자의 한글을 모두 표현할 수 있고 옛 한글도 상당수 지원하는 등, 당대로서는 한글에 가장 최적화된 워드프로세서라는 점이 한글 1.0의 차별화된 특징이었다. 두벌식 자판 및 세벌식 자판을 포함하여 여러 가지 입력 방법을 지원하는 등 한글에 최적화된 면 역시 돋보였다. 당대 나온 한글 소프트웨어가 해내지 못한 일들을 여럿 해내면서, 한글 1.0 출시 이후 한/글은 출시 이후 5년 동안 53만 9천개가 팔리는 호황을 누리기도 했다.
이런 면에서 한글 1.0은 한글 워드프로세서 역사, 나아가 컴퓨터에서 다루어지던 한글의 역사를 바꾸어 놓아 한글의 세계화, 그리고 정보화에 기여했다는 평가를 받는다. 아울러 한/글이 전 세계 워드프로세서 중 돋보이는 토종 소프트웨어라는 점 역시 대한민국 내 컴퓨터 역사의 한 획을 차지한다. 이런 공을 인정받아 문화재청에서 2013년 산업화 시기 유물을 대거 대한민국의 국가등록문화재로 지정할 때 소프트웨어 프로그램으로서는 유일하게 등록문화재에 등록 예고되었고, 2013년 등록문화재 제564호에 지정되었다.
하지만 문화재로 지정된 패키지가 한글 1.0이 아닌 1990년 출시된 한글 1.2라는 것이 밝혀지면서, 한글과컴퓨터에서는 한글 1.0의 패키지를 찾아나서고 현상금을 내거는 등 수소문에 나서기도 했다. 이런 탓에 한글 1.0은 2016년 등록문화재 지정에서 해지되었지만, 한글 1.0 패키지를 찾게 되면 다시 문화재로 지정될 불씨를 남겨두었다.

## 참고 문헌
- 한글 1.0 패키지 - 국가유산청 국가유산포털